# Nanyang

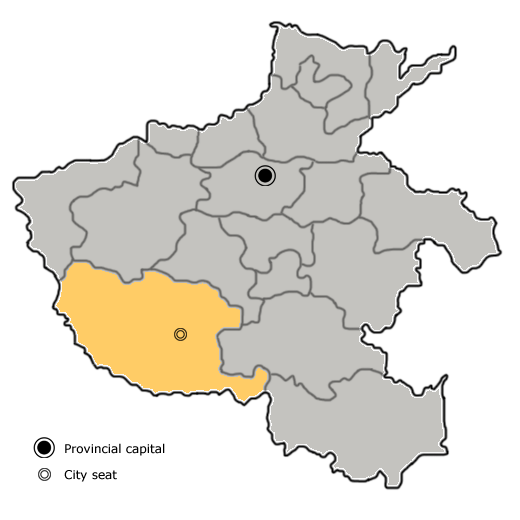
Lage Nanyangs in Henan

Nanyang (南阳市,  Nányáng Shì) ist eine chinesische Stadt im Süden der Provinz Henan mit einer Fläche von 26.509 km² und 9.713.112 Einwohnern (Stand: Zensus 2020). In dem eigentlichen städtischen Siedlungsgebiet von Nanyang leben 1.212.500 Menschen (Stand: Ende 2018).

## Administrative Gliederung
Die bezirksfreie Stadt Nanyang setzt sich auf Kreisebene aus zwei Stadtbezirken, einer kreisfreien Stadt, und zehn Kreisen zusammen. Diese sind:
- Stadtbezirk Wolong – 卧龙区 Wòlóng Qū;
- Stadtbezirk Wancheng – 宛城区 Wǎnchéng Qū;
- Stadt Dengzhou – 邓州市 Dèngzhōu Shì;
- Kreis Nanzhao – 南召县 Nánzhào Xiàn;
- Kreis Fangcheng – 方城县 Fāngchéng Xiàn;
- Kreis Xixia – 西峡县 Xīxiá Xiàn;
- Kreis Zhenping – 镇平县 Zhènpíng Xiàn;
- Kreis Neixiang – 内乡县 Nèixiāng Xiàn;
- Kreis Xichuan – 淅川县 Xīchuān Xiàn;
- Kreis Sheqi – 社旗县 Shèqí Xiàn;
- Kreis Tanghe – 唐河县 Tánghé Xiàn;
- Kreis Xinye – 新野县 Xīnyě Xiàn;
- Kreis Tongbai – 桐柏县 Tóngbǎi Xiàn.

## Berühmtheiten aus Nanyang
- Kaiser Guangwu (-5–57) der Han-Dynastie
- Zhang Heng (78–139), Astronom
- Zhang Zhongjing (150–219), Arzt
- Zhuge Liang (181–234), Stratege der Shu Han
- Han Yu (768–824), Dichter
- Zhu Yujian (1602–1646), Kaiser der südlichen Min-Dynastie
- Wang Jinkang (* 1948), Science-Fiction-Schriftsteller
- Chang Wanquan (* 1949), Verteidigungsminister der VR China
- Qin Yinglin (* 1965), Unternehmer